# Gabriel Poulain
Gabriel Poulain, född 14 februari 1884 i Saint Helier, död 9 januari 1953 i Nice, var en fransk professionell tävlingscyklist.
Poulain vann 1905 världsmästerskapet för sprinters genom att i finalloppen besegra dansken Thorvald Ellegaard samt blev 1906, 1908, 1909 och 1923 tvåa. Poulain vann franska mästerskapet 1905, 1922 och 1924. Han experimenterade omkring 1910 med konstruerandet av ett "cykelaeroplan" och var den förste, som flög över 10 meter med ett sådant.